# Pluimgraaf
Pluimgraaf was een historische functionaris in de Lage Landen, die in een pluimgraafschap namens de landsheer was belast met toezicht op- en handhaving van het feodale pluimgraafsrecht, waaronder het zwanenrecht en duivenrecht. Het was een zeer aanzienlijk beroep dat van oudsher voornamelijk door edellieden werd uitgeoefend, maar het betrof niet een adellijke titel zoals burggraaf of markgraaf.

## Pluimgraafsrecht
Het houden en (laten) vervoeren van zwanen, duiven en ander pluimvee mocht alleen met toestemming van de pluimgraaf, die belast was met toezicht op en handhaving van het zogeheten pluimgraafsrecht. Daaronder vielen het zwanenrecht, waaronder de zwanendrift, en het duivenrecht, waaronder de duivenslag. Vergelijkbare rechten golden ook voor bijvoorbeeld fazanten en parelhoenders. Behalve landsheren en door hen begunstigde edellieden, konden ook steden en dorpen door aankoop van ambachtsheerlijkheden het pluimgraafsrecht verkrijgen en dientengevolge ook de pluimgraaf aanstellen.

## Pluimgraafschap

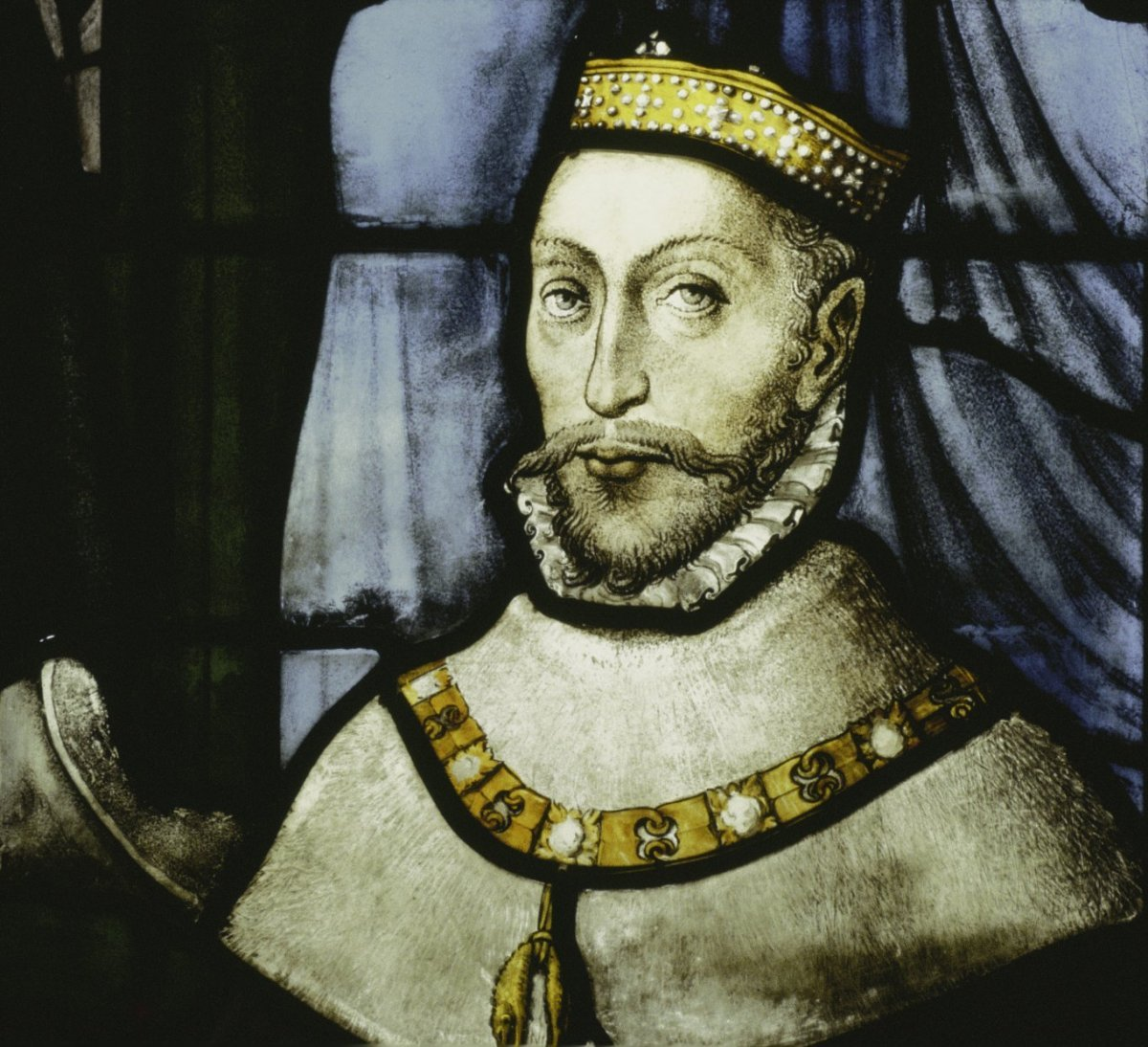
Filips de Ligne, pluimgraaf van Rijnland, op het door hem in 1559 geschonken glasraam 24 in de Sint-Janskerk te Gouda

Het gebied waarop een pluimgraaf toezicht hield, noemde men een pluimgraafschap. In 1410 werd gesproken van de 'pluumgrave'. De pluimgraaf voerde zijn werk uit namens een vorst of andere hooggeplaatste persoon. Volgens het feodale recht waren zij de eigenaar van alle pluimvee op hun land. Ook de eigenaar van een landgoed mocht niet zomaar jagen op pluimvee. Dit ondervond Jan Oem van Wijngaarden, een Haagse notabele, die in 1552 een proces aan zijn broek kreeg, nadat hij zonder toestemming op zijn landgoed Kroonestein enkele zwanen had gedood. Het landgoed viel onder het “pluimgraafschap” Rijnland, waarover graaf Filips de Ligne, als heer van Wassenaar, de scepter zwaaide. Het kwam Jan Oem van Wijngaarden op een zware boete te staan. Vaak werd als boete opgelegd dat de veroordeelde het gedode dier aan de achterpoten moest ophangen en vervolgens met graan, vaak het kostbare tarwe, moest overgieten tot het geheel was overdekt. Dat werd vervolgens door de pluimgraaf in beslag genomen. Nadat de Lage Landen een republiek werden zouden de pluimgraven worden aangesteld door de staten van de diverse gewesten.

## Bijbaan
De functie van pluimgraaf was vaak een aantrekkelijke (bij-)baan voor edellieden en later ook leden van de hoge burgerij, die er goede inkomsten uit verkregen, waarvan zij een deel aan hun landsheer moesten afstaan. Symon van der Does (1507-1587) was tussen 1538 en 1550 convooi- en accijnsmeester van Keizer Karel V in Friesland, maar tevens baljuw van Vlieland en pluimgraaf van Wieringen. In de Heerlijkheid Assendelft werd in de achttiende eeuw het ambt van pluimgraaf uitgeoefend door de baljuw, die daar tevens als dijkgraaf was aangesteld.

## Nederlands-Indië
Na de Bataafse Revolutie (1795) werden de feodale rechten afgeschaft en had elke burger het recht om op zijn eigen land te jagen. De functie van pluimgraaf bestond nog voor het overige land, dat bezit was van de overheid. Zo kwam de functie in het midden van de negentiende eeuw nog voor op het eiland Banka in de Indonesische archipel, dat onder Nederlands bestuur stond.  Echter, in die tijd gaat het niet meer om de historische, feodale functie.

## Aantekeningen

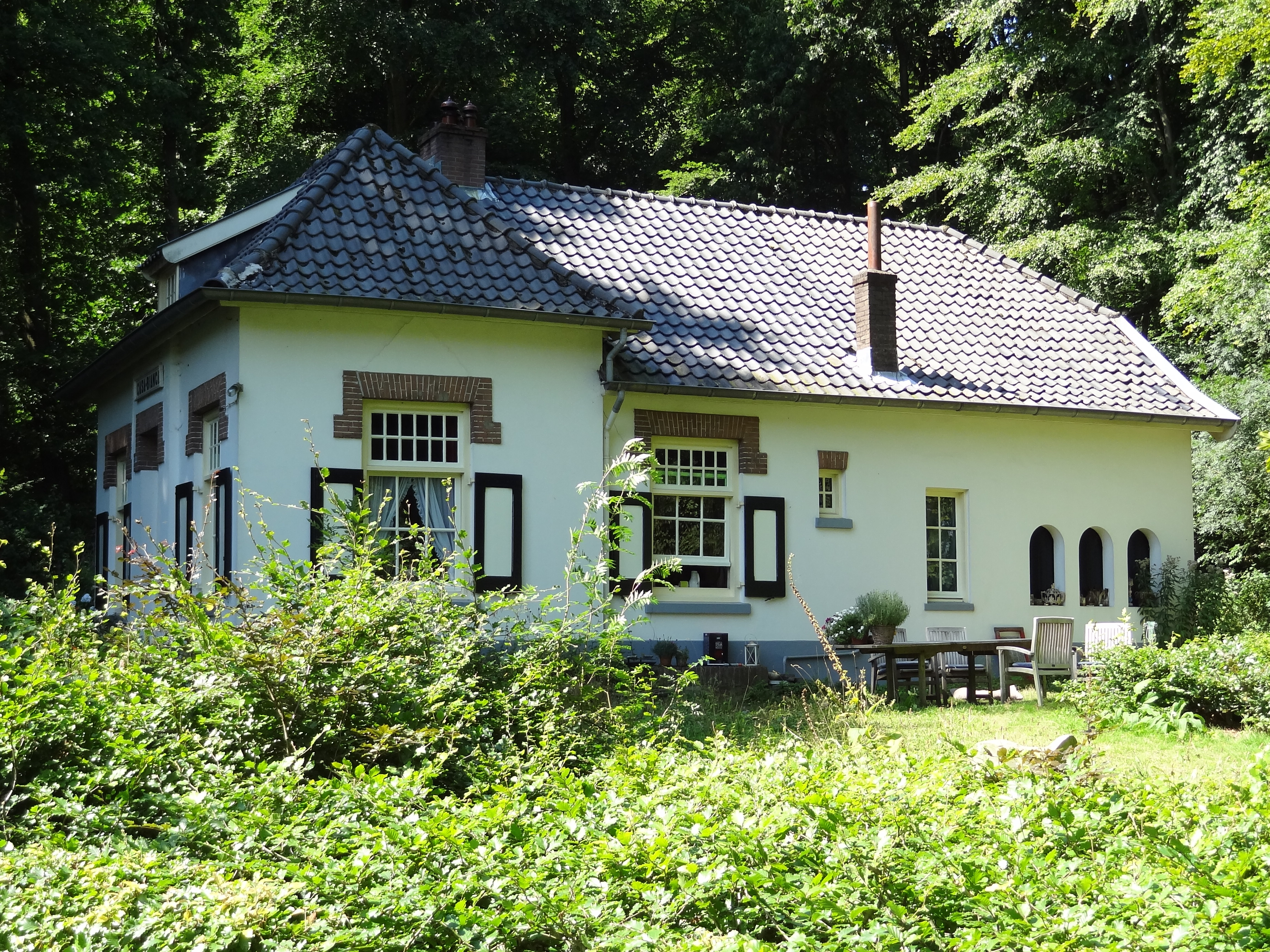
Casa Bianca op Zypendaal bij Arnhem. In het begin van de 20ste eeuw gebouwde dienstwoning. Het huis werd in opdracht van de familie Brantsen gebouwd voor de 'pluimgraaf', de verzorger van het pluimvee en de koeien op Zypendaal.

- Enkele met pluimgraaf vergelijkbare historische beroepen waren dijkgraaf, watergraaf, houtvester en rentmeester.
- Vanaf de achttiende eeuw werd de term ook gebruikt voor minder voorname oppassers van het gevogelte op een buitenplaats.
- In de zeevaart is een pluimgraaf een persoon die het opzicht heeft over het zich aan boord bevindende vee.
- Pluim is een afkorting van het woord pluimvee en verwijst specifiek naar de veren (pluimen) en graaf verwijst naar de functie van een hoge ambtenaar uit het feodale tijdperk.
- Pluimgraaf bestaat ook als achternaam.

## Verwijzingen
1. 1 2  Het maatschappelijk leven onzer vaderen in de zeventiende eeuw; G.D.J. Schotel; Uitg.A.C. Kruseman, 1869
2. ↑  Aankoop in 1529 door Amsterdam van de ambachtsheerlijkheden van Amstelveen, Slooten en Slooterdijk; Auteur: Ilja Mostert
3. ↑  Aankoop in 1688 door Den Haag van de ambachtsheerlijkheid van Rijswijk; Auteur: Haags Gemeentearchief
4. ↑  Van Dale Etymologisch woordenboek; P.A.F. van Veen en N. van der Sĳs (1997)
5. ↑  Nederlands Etymologisch Woordenboek; J. de Vries (1971)
6. ↑  Goede luiden en gemene onderzaten: Assendelft vanaf zijn ontstaan tot de nadagen van de Gouden Eeuw; B. Koene; Uitgeverij Verloren, 2010
7. ↑  Fragmenten uit de reizen in den Indischen Archipel, enz, Volume 2; J.B.J van Doren; Uitg. J.D. Sybrandi, 1856